# Đorđe Vujadinović
Đorđe Vujadinović, (nell'alfabeto cirillico serbo Ђорђе Вујадиновић) (Smederevo, 29 novembre 1909 – Belgrado, 5 ottobre 1990), è stato un calciatore e allenatore di calcio jugoslavo, di ruolo attaccante.

## Carriera

### Giocatore
Vujadinović giocò fin da giovanissimo nel BSK Belgrado, squadra nella quale fu per cinque volte campione di Jugoslavia e due volte capocannoniere del campionato jugoslavo.
Fu un giocatore chiave anche per la Jugoslavia con cui giocò 44 partite segnando 18 gol. Prese parte anche al Mondiale 1930, realizzando una rete nel 4-0 sulla Bolivia.

### Allenatore
Dopo il ritiro, Vujadinović divenne allenatore del settore giovanile del Partizan Belgrado e successivamente dell'OFK Belgrado. In seguito, fu anche Commissario tecnico della Nazionale jugoslava Under-21.

## Palmarès

### Club

#### Competizioni nazionali
- Campionato jugoslavo: 5

BSK Belgrado: 1930-1931, 1932-1933, 1934-1935, 1935-1936, 1938-1939

### Individuale
- Capocannoniere della Prva Liga: 1

1930-1931 (9 gol)